# Thelephora pseudoterrestris
Thelephora pseudoterrestris är en svampart som beskrevs av Corner 1968. Thelephora pseudoterrestris ingår i släktet vårtöron och familjen Thelephoraceae.   Inga underarter finns listade i Catalogue of Life.